# 切列克河

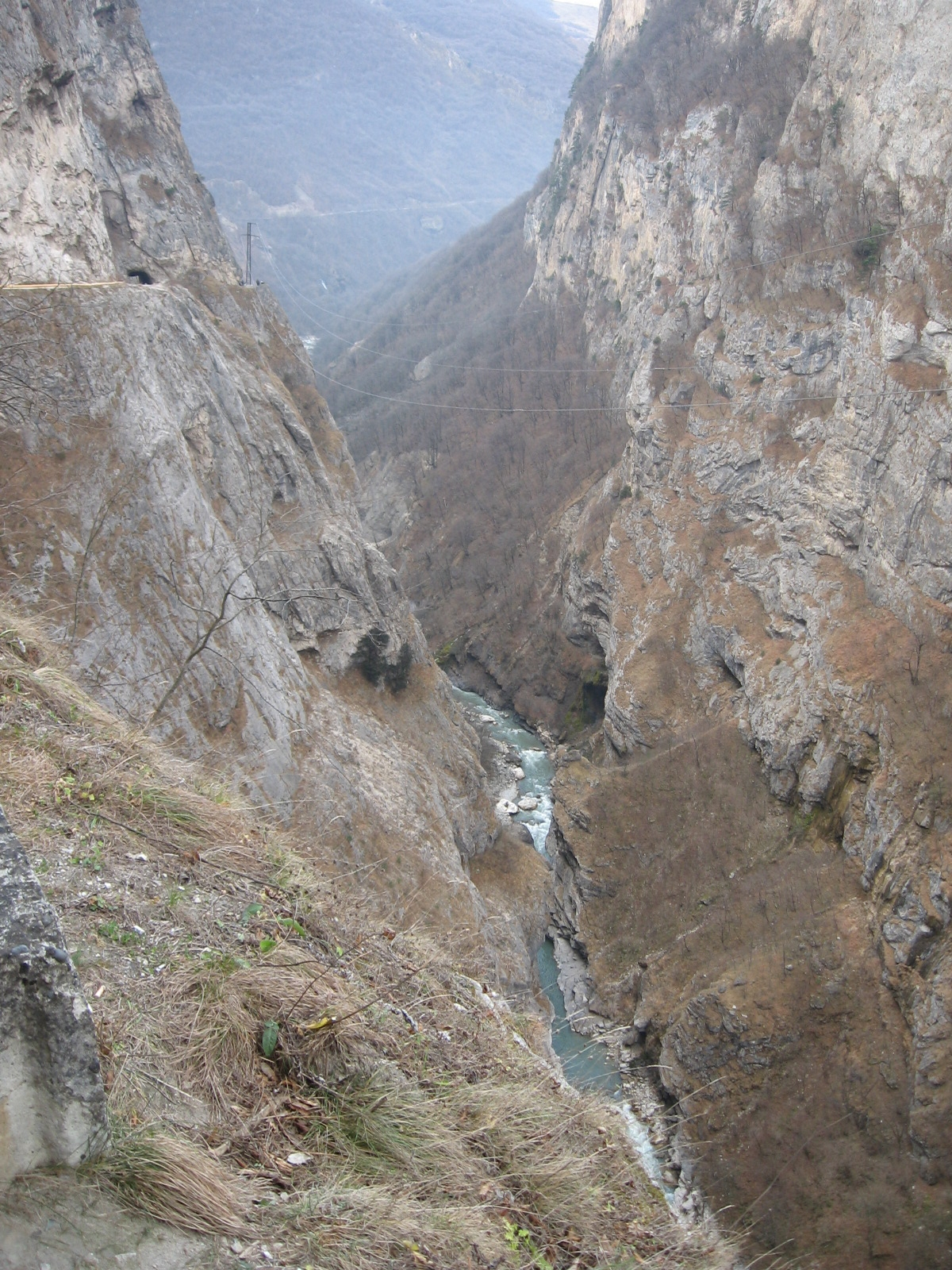

切列克河是俄羅斯的河流，位於卡巴爾達-巴爾卡爾共和國內，屬於巴克桑河的右支流，河道全長76公里，流域面積3,070平方公里，河水主要來自冰川和雨水。